# Tmarus circinalis
Tmarus circinalis là một loài nhện trong họ Thomisidae.
Loài này thuộc chi Tmarus. Tmarus circinalis được Da-xiang Song & Jian-yuan Chai miêu tả năm 1990.